# Augustine Charles Chikuni
Augustine Charles Chikuni ( 1965) es un botánico inglés, que desarrolla actividades académicas en la Universidad de Oxford.

## Algunas publicaciones
- 1998. A taxonomic study of Brachystegia benth. (Caesalpinioideae-leguminosae).

- La abreviatura «Chikuni» se emplea para indicar a Augustine Charles Chikuni como autoridad en la descripción y clasificación científica de los vegetales.[1]